# Stanislas Lukumwena Lumbala
Stanislas Lukumwena Lumbala OFM (* 24. Juli 1949 in Tshikapa) ist ein kongolesischer Ordensgeistlicher und emeritierter römisch-katholischer Bischof von Kole. 

## Leben
Stanislas Lukumwena Lumbala trat der Ordensgemeinschaft der Franziskaner bei und empfing am 31. März 1979 die Priesterweihe. Papst Johannes Paul II. ernannte ihn am 14. Februar 1998 zum Bischof von Kole. 
Die Bischofsweihe spendete ihm der Apostolische Nuntius in Demokratischen Republik Kongo, Faustino Sainz Muñoz, am 21. Juni desselben Jahres; Mitkonsekratoren waren Godefroid Mukeng’a Kalond CICM, Erzbischof von Kananga, und Faustin Ngabu, Bischof von Goma. 
Von seinem Amt trat er am 30. Oktober 2008 zurück.